# Grotta Le Mura
La Grotta Le Mura è una grotta e un sito archeologico che si trova nel comune di Monopoli, in provincia di Bari, Puglia.

## Descrizione
La Grotta delle Mura, che si trova lungo la costa meridionale di Monopoli, oggi accessibile solo dal mare, è una cavità carsica dove sono state ritrovate importanti testimonianze della presenza umana preistorica in Puglia. I primi scavi archeologici risalgono agli anni '50 e '60, ad opera di Franco Anelli e Ottavio Cornaggia Castiglioni;  dopo un lungo periodo di inattività, gli scavi sono ripresi nel 1985 organizzati dell’Università di Siena.
Gli scavi si sono concentrati su due zone della grotta, A e B, dove nel 1998 è stata scoperta una sepoltura di un bambino, classificato come Le Mura 1, del quale, sono stati ritrovati cranio e parte dello scheletro datati a 17000 anni dal presente. 
L'indagine stratigrafica ha determinato che alla base della grotta si trova un livello musteriano, datato a circa 44.530 anni dal presente, normalmente associato ai Neanderthal, che testimonia le frequentazioni più antiche della grotta. A seguire, compaiono vari livelli dell'Epigravettiano, fino ad arrivare al livello dell'Epigravettiano Finale, dove è stata trovata la sepoltura del bambino. Gli strati più recenti appartengono invece al Mesolitico, in particolare alla cultura sauveterriana, che risale a circa 8.290 anni fa.
Come per altre grotte meridionali, l'ipotesi più accettata, è che a partire dal gravettiano, il sito abbia rappresentato un rifugio glaciale frequentato dai Primi esseri umani moderni europei (EEMH-da European early modern humans in inglese) migrati fin qui in conseguenza dei forti cambiamenti climatici legati all'ultima glaciazione d'Europa.